# Hermann Schapira
Zwi Hermann Schapira (Erswilken, Lituânia, 4 de agosto de 1840 — Colônia (Alemanha), 8 de maio de 1898) foi um matemático e sionista russo.
Hermann Schapira foi desde 1860 rabino em Erswilken, próximo a Tauragė e, depois de três anos de formação na "Gewerbeakademie" em Berlim, comerciante em Odessa, começando a estudar matemática com 37 anos de idade. Obteve o doutorado em 1880, tornando-se professor de matemática na Universidade de Heidelberg em 1887.
No primeiro Congresso Sionista fez duas propostas significativas:
1. Criação de um fundo judaico para aquisição e preservação de terras na Palestina (mais tarde realizado como Fundo Nacional Judaico - Keren Kajemet Lejisrael KKL);
2. Fundação de uma Universidade Judaica.

Estas propostas foram concretizadas após sua morte no 5º e no 11º Congresso Sionista, respectivamente, que ocorreram ena Basileia em 1901 e em Viena em 1913.